# Ludwig Troske

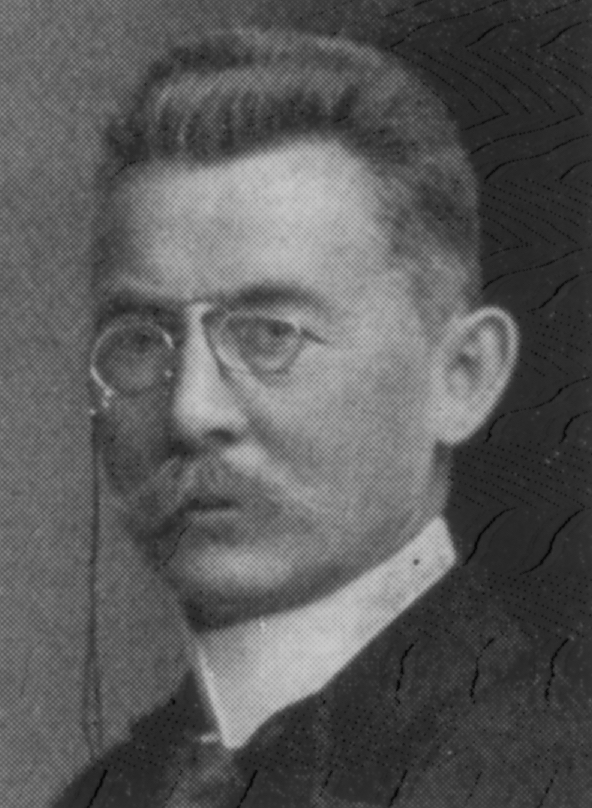
Ludwig Troske, um 1931

Ludwig Troske (* 15. März 1856 in Münster/Westfalen; † 21. März 1934 in Hannover) war ein deutscher Ingenieur und als Professor für Eisenbahnmaschinen von 1917 bis 1919 Rektor der Königlich Technischen Hochschule Hannover.

## Leben
Ludwig Troske besuchte von 1865 bis 1873 das Gymnasium Georgianum in Lingen und verließ es nach gut bestandenem Examen als Abiturient der höheren Bürgerschule, eines integrierten Realzweiges und arbeitete nach seinem Maschinenbaustudium bei den Preußischen Staatseisenbahnen. 1886 wurde er zum Regierungs-Maschinen-, fünf Monate später zum Regierungs-Baumeister ernannt. Ab 1892 war er für die Staatsbahnen in Hannover tätig; zugleich war er Assistent für Maschineningenieurwesen an der dortigen Technischen Hochschule. 1894 wurde Troske Vorstand der Lokomotivinspektion Tempelhof bei Berlin; im folgenden Jahr wurde er zum Eisenbahn-Bauinspektor ernannt.
1896 erhielt Troske einen Ruf an die TH Hannover als Ordinarius für Eisenbahnmaschinenbau. Im April 1909 übernahm er von Albert Frank dessen Teilgebiet Eisenbahnmaschinenbau. Während des Ersten Weltkriegs befand sich Troske von 1914 bis 1917 im Heeresdienst; in dieser Zeit übernahm Erich Metzeltin  seine Vorlesung über Eisenbahnbau. 1917 bis 1919 war Troske Rektor der Königlich Technischen Hochschule Hannover. 1924 emeritiert, gab Troske 1928 die volle Lehrtätigkeit auf; hielt jedoch noch bis 1934 Vorlesungen über Fabrikanlagen. Er gehörte dem Verein Deutscher Ingenieure (VDI) und dem Hannoverschen Bezirksverein des VDI an.

## Auszeichnungen
1926 wurde Troske die Ehrendoktorwürde der Ingenieurwissenschaften der TU Braunschweig verliehen. Nach ihm ist der Troskeweg in Hannover-Herrenhausen benannt.

## Schriften
- Die Londoner Untergrundbahnen. Springer, Berlin 1892. Reprint: VDI, Düsseldorf 1986, ISBN 3-18-400724-3.
- Die Pariser Stadtbahn. Ihre Geschichte, Linienführung, Bau-, Betriebs- und Verkehrsverhältnisse. Sonderabdruck von 1905. Reprint: VDI, Düsseldorf 1986, ISBN 3-18-400706-5.
- Allgemeine Eisenbahnkunde für Studium und Praxis. 2 Teile (von 4) in einem Band. I.: Anlage und Bau der Eisenbahnen. II.: Ausrüstung und Betrieb der Eisenbahnen. Spamer, Leipzig 1907.